# Risso-delfin
A Risso-delfin (Grampus griseus) az emlősök (Mammalia) osztályának párosujjú patások (Artiodactyla) rendjébe, ezen belül a delfinfélék (Delphinidae) családjába tartozó faj.
Nemének az egyetlen faja.

## Előfordulása

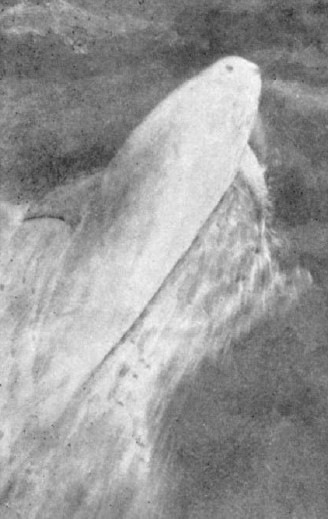
Korabeli felvétel Pelorus Jack-ről

A Risso-delfin a sarki tengereket kivéve az egész világon elterjedt, a nyugat-európai partoknál sem ritka. Partra vetett Risso-delfineket a Brit-szigeteken főként a nyugati és a délnyugati partoknál szoktak találni. Az Északi-tengerben ritkán bukkannak fel. A Földközi-tengernek elsősorban a nyugati részén és az Adriai-tengerben állapították meg a faj jelenlétét. Úgy tűnik, az Azori-szigeteknél is jelentős állományai vannak.
1888 és 1912 között egy Risso-delfin híressé vált azáltal, hogy az új-zélandi Cook-szorosban rendszeresen kísérte az arra járó hajókat. A hajósok nevet is adtak neki (Pelorus Jack), majd 1904-ben törvényi védelem alá helyezték, mert valaki megpróbálta elejteni.

## Megjelenése
Ennek a delfinnek a testhossza 250-400 centiméter, tömege legfeljebb 350 kilogramm. Feje feltűnően gömbölyded, mivel homloka elég meredek, „csőre” pedig nincs. A felső állcsontján hiányoznak a fogak, az alsóban 2-8 ül (többnyire 4, az állkapocs csúcsán). A testet gyakran hosszú sebhelyek, a fajtársak fogainak nyomai borítják. Ennek okáról azonban semmi pontosat nem tudunk. A hosszú, hegyes lefutású mellúszó fekete, élesen elüt a fehér hastól. A sarló alakú hátúszó szintén hosszú, a hát közepe mögött indul. A test egész felső oldala a szürke különféle árnyalataiban játszik, míg a mell és a hastájék világos. Farokúszója erős, közepén jól láthatóan lemetszett.

## Életmódja
A Risso-delfinek kisebb csapatokban kószálnak, rendszerint legfeljebb hatan együtt, de megfigyeltek magános példányokat is; ritkaságszámba megy, ha számuk 20 fölött van. Inkább a vándorlás során verődnek nagyobb csapatokba. A Risso-delfinek gyakran kíváncsian kiemelkednek a vízből, néhány másodpercig magasra nyújtják a fejüket, majd merész ívben alábuknak. Kizárólag tintahalakkal táplálkoznak.

## Szaporodása
A borjak jórészt tél vége felé és tavasszal születnek. A családok összetartása arra utal, hogy a párok eléggé tartósan együtt maradnak. A borjakat anyjuk körülbelül egy évig táplálja tejével. Az állatok testén lévő sok heg talán huzamosabb együttlétükkel és a vetélytársak elleni küzdelemmel függ össze.